# Estación de Godella
Godella es una estación de la línea 1 de Metrovalencia. Fue inaugurada el 8 de octubre de 1988 como estación de FGV. Se encuentra en la Plaza de la Estación en Godella.
La estación dispone de 2 vías destinadas a la parada de trenes que prestan servicio de viajeros.